# Зитов
Зитов (нем. Sietow) — община в Германии, в земле Мекленбург-Передняя Померания.
Входит в состав района Мюриц. Подчиняется управлению Рёбель-Мюриц. Население составляет 639 человек (на 31 декабря 2010 года). Занимает площадь 19,03 км².